# Parigi-Nizza 1960
La Parigi-Nizza 1960, diciottesima edizione della corsa, si svolse dal 9 al 16 marzo su un percorso di 1 264 km ripartiti in otto tappe (la sesta e l'ottava suddivise in due semitappe). Fu vinta dal belga Raymond Impanis, già primo nell'edizione del 1954, davanti ai francesi François Mahé e Robert Cazala.

## Tappe
| Tappa  | Data     | Percorso                            | km    | Vincitore di tappa | Leader cl. generale |
| ------ | -------- | ----------------------------------- | ----- | ------------------ | ------------------- |
| 1ª     | 9 marzo  | Parigi > Gien                       | 170   | Yvo Molenaers      | Yvo Molenaers       |
| 2ª     | 10 marzo | Gien > Bourges (cron. a squadre)    | 82    | Faema              | Willy Schroeders    |
| 3ª     | 11 marzo | Bourges > Montceau-les-Mines        | 197   | Gilbert Desmet     | Willy Schroeders    |
| 4ª     | 12 marzo | Montceau-les-Mines > Saint-Étienne  | 173   | Michel Dejouhannet | Raymond Impanis     |
| 5ª     | 13 marzo | Saint-Étienne > Avignon             | 227   | Rik Van Looy       | Raymond Impanis     |
| 6ª-1ª  | 14 marzo | Avignon > Vergèze                   | 68    | André Darrigade    | Raymond Impanis     |
| 6ª-2ª  | 14 marzo | Vergèze > Nîmes (cron. individuale) | 37    | Romeo Venturelli   | Raymond Impanis     |
| 7ª     | 15 marzo | Nîmes > Manosque                    | 183   | Jean Graczyk       | Raymond Impanis     |
| 8ª-1ª  | 16 marzo | Manosque > Fréjus                   | 130   | annullata          | Raymond Impanis     |
| 8ª-2ª  | 16 marzo | Fréjus > Nizza                      | 115   | Rik Van Looy       | Raymond Impanis     |
| Totale | Totale   | Totale                              | 1 264 |                    |                     |

## Dettagli delle tappe

### 1ª tappa
- 9 marzo: Parigi > Gien – 170 km

| Pos. | Corridore        | Squadra | Tempo    |
| ---- | ---------------- | ------- | -------- |
| 1    | Yvo Molenaers    | Carpano | 4h58'39" |
| 2    | Willy Schroeders | Faema   | s.t.     |
| 3    | Robert Ducard    | Liberia | s.t.     |

| Pos. | Corridore     | Squadra | Tempo |
| ---- | ------------- | ------- | ----- |
| 1    | Yvo Molenaers | Carpano |       |

### 2ª tappa
- 10 marzo: Gien > Bourges (cron. a squadre) – 82 km

| Pos. | Squadra               | Tempo    |
| ---- | --------------------- | -------- |
| 1    | Faema                 | 1h47'47" |
| 2    | Mercier-BP-Hutchinson | a 1'02"  |
| 3    | Saint-Raphaël         | a 1'55"  |

| Pos. | Corridore        | Squadra | Tempo |
| ---- | ---------------- | ------- | ----- |
| 1    | Willy Schroeders | Faema   |       |

### 3ª tappa
- 11 marzo: Bourges > Montceau-les-Mines – 197 km

| Pos. | Corridore      | Squadra       | Tempo    |
| ---- | -------------- | ------------- | -------- |
| 1    | Gilbert Desmet | Carpano       | 4h47'28" |
| 2    | Roger Rivière  | Saint-Raphaël | a 1"     |
| 3    | Jean Graczyk   | Helyett       | a 3"     |

| Pos. | Corridore        | Squadra | Tempo |
| ---- | ---------------- | ------- | ----- |
| 1    | Willy Schroeders | Faema   |       |

### 4ª tappa
- 12 marzo: Montceau-les-Mines > Saint-Étienne – 173 km

| Pos. | Corridore          | Squadra       | Tempo    |
| ---- | ------------------ | ------------- | -------- |
| 1    | Michel Dejouhannet | Saint-Raphaël | 4h19'26" |
| 2    | Henri Anglade      | Liberia       | s.t.     |
| 3    | Raymond Impanis    | Faema         | s.t.     |

| Pos. | Corridore       | Squadra | Tempo |
| ---- | --------------- | ------- | ----- |
| 1    | Raymond Impanis | Faema   |       |

### 5ª tappa
- 13 marzo: Saint-Étienne > Avignone – 227 km

| Pos. | Corridore          | Squadra       | Tempo    |
| ---- | ------------------ | ------------- | -------- |
| 1    | Rik Van Looy       | Faema         | 6h09'20" |
| 2    | Gilbert Desmet     | Carpano       | s.t.     |
| 3    | Michel Dejouhannet | Saint-Raphaël | s.t.     |

| Pos. | Corridore       | Squadra | Tempo |
| ---- | --------------- | ------- | ----- |
| 1    | Raymond Impanis | Faema   |       |

### 6ª tappa - 1ª semitappa
- 14 marzo: Avignone > Vergèze – 68 km

| Pos. | Corridore        | Squadra | Tempo    |
| ---- | ---------------- | ------- | -------- |
| 1    | André Darrigade  | Helyett | 1h33'06" |
| 2    | Georges Mortiers | Peugeot | s.t.     |
| 3    | Désiré Keteleer  | Carpano | s.t.     |

| Pos. | Corridore       | Squadra | Tempo |
| ---- | --------------- | ------- | ----- |
| 1    | Raymond Impanis | Faema   |       |

### 6ª tappa - 2ª semitappa
- 14 marzo: Vergèze > Nîmes (cron. individuale) – 37 km

| Pos. | Corridore        | Squadra        | Tempo  |
| ---- | ---------------- | -------------- | ------ |
| 1    | Romeo Venturelli | San Pellegrino | 52'28" |
| 2    | Roger Rivière    | Saint-Raphaël  | a 19"  |
| 3    | Gilbert Desmet   | Carpano        | a 21"  |

| Pos. | Corridore       | Squadra | Tempo |
| ---- | --------------- | ------- | ----- |
| 1    | Raymond Impanis | Faema   |       |

### 7ª tappa
- 15 marzo: Nîmes > Manosque – 183 km

| Pos. | Corridore        | Squadra        | Tempo    |
| ---- | ---------------- | -------------- | -------- |
| 1    | Jean Graczyk     | Helyett        | 4h46'28" |
| 2    | Romeo Venturelli | San Pellegrino | a 22"    |
| 3    | André Darrigade  | Helyett        | a 38"    |

| Pos. | Corridore       | Squadra | Tempo |
| ---- | --------------- | ------- | ----- |
| 1    | Raymond Impanis | Faema   |       |

### 8ª tappa - 1ª semitappa
- 16 marzo: Manosque > Fréjus – 130 km - annullata per maltempo

### 8ª tappa - 2ª semitappa
- 16 marzo: Fréjus > Nizza – 115 km

| Pos. | Corridore      | Squadra       | Tempo    |
| ---- | -------------- | ------------- | -------- |
| 1    | Rik Van Looy   | Faema         | 2h56'05" |
| 2    | Gilbert Desmet | Carpano       | s.t.     |
| 3    | Roger Rivière  | Saint-Raphaël | s.t.     |

| Pos. | Corridore       | Squadra | Tempo     |
| ---- | --------------- | ------- | --------- |
| 1    | Raymond Impanis | Faema   | 32h15'45" |
| 2    | François Mahé   | Rapha   | a 2'26"   |
| 3    | Robert Cazala   | Mercier | a 2'32"   |

## Classifiche finali

### Classifica generale
| Pos. | Corridore        | Squadra          | Tempo     |
| ---- | ---------------- | ---------------- | --------- |
| 1    | Raymond Impanis  | Faema            | 32h15'45" |
| 2    | François Mahé    | Rapha-Gitane     | a 2'26"   |
| 3    | Robert Cazala    | Mercier-BP       | a 2'32"   |
| 4    | Henri Anglade    | Liberia-Grammont | a 3'13"   |
| 5    | Claude Colette   | Peugeot-BP       | a 3'33"   |
| 6    | Edgard Sorgeloos | Faema            | a 3'50"   |
| 7    | Francis Anastasi | Rochet-Margnat   | a 5'18"   |
| 8    | René Privat      | Mercier-BP       | a 6'29"   |
| 9    | Antonin Rolland  | Rochet-Margnat   | a 6'40"   |
| 10   | Jean Bonifassi   | Liberia-Grammont | a 7'35"   |